# Memoiren eines mittelmäßigen Schülers

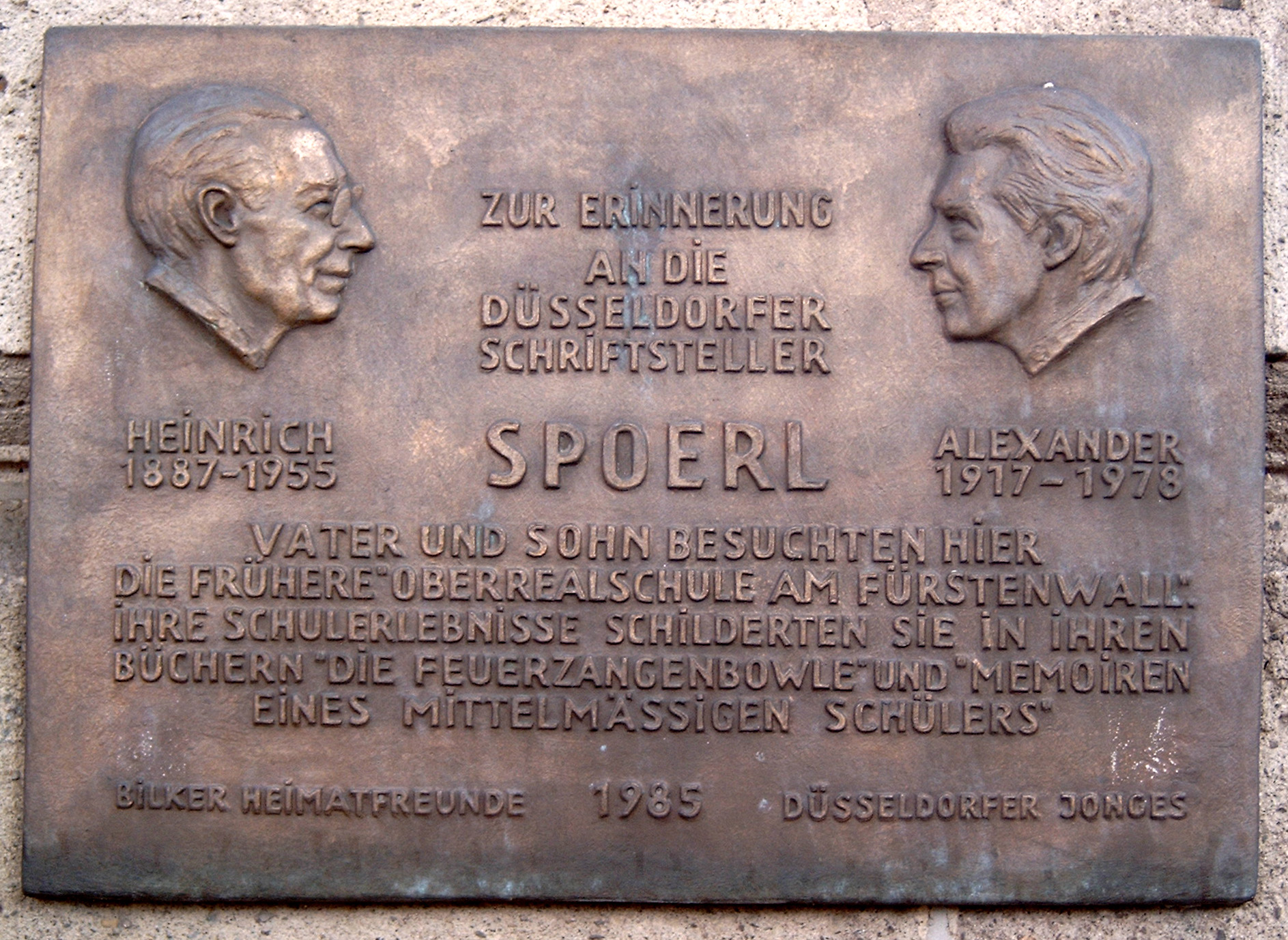
Gedenkplakette für die Schriftsteller Heinrich und Alexander Spoerl an ihrer früheren Schule in Düsseldorf

Memoiren eines mittelmäßigen Schülers (Erstveröffentlichung 1950) ist der bekannteste Roman des Schriftstellers Alexander Spoerl, Sohn von Heinrich Spoerl.

## Inhalt
Rahmenhandlung ist eine Geburt. Jakob van Tast wartet vor dem Kreißsaal darauf, dass sein Sohn geboren wird. In der Wartezeit tauchen Erinnerungen an sein bisheriges Leben auf.
Jakob van Tast wird gegen Ende des Ersten Weltkriegs geboren und wächst im Düsseldorf der 1920er und 1930er Jahre auf. Die Eltern sind gut situiert, die Mutter Sängerin, der Vater Rechtsanwalt. Jakob ist ein aufgewecktes und neugieriges Kind, das ständig neuen Unfug im Kopf hat. Vor allem die Schule bietet ein reiches Betätigungsfeld, da sie – wie es bei Kindern und Jugendlichen üblich ist – den Lebensmittelpunkt bildet. Auf einer Studienreise nach England verliebt Jakob sich zum ersten Mal. Nach dem Abitur nimmt er in Berlin sein Studium des Maschinenbaus auf. Er verliebt sich in der S-Bahn in eine junge Frau. Ein „gesetzestreuer Mitbürger“ will ihn mit dem Umstand erpressen, dass sie Jüdin ist. Dem kann van Tast sich zwar entziehen, jedoch verschwindet auch Ursula, wie sie heißt, spurlos (Ich dachte an die kleine Ursula, die in Gefahr war, und auch an mich. Ich dachte an mein Studium, an meine Eltern. Vielleicht auch ein wenig an KZ). Er bringt 1939 seinen Reichsarbeitsdienst hinter sich und kommt als Soldat der Wehrmacht nach Dänemark. Schließlich wird er jedoch wegen gesundheitlicher Probleme entlassen und arbeitet ab 1944 als Ingenieur. Nach Kriegsende findet er seine Eltern in Bayern wieder. Jakob arbeitet als Dolmetscher für die amerikanische Besatzungsmacht und bekommt dafür einen ausgedienten Kübelwagen geschenkt, mit dem er zurück nach Düsseldorf fährt. Schließlich steht er vor einem ehemaligen Lehrer, der seinen Verstand verloren hat und Ziegelsteine aus dem Trümmerberg birgt, der einstmals seine Schule war.
Spoerl steht, mit Ausnahme der „Ursula-Episode“, während der ganzen Handlung des Buchs als Beobachter des eigenen Handelns und auch des Handelns seiner Mitmenschen neben dem Geschehen und durchschaut es gleichzeitig. Mit zunehmendem Alter erkennt er die Schwachpunkte in den Ordnungssystemen, in die er eingebunden ist, und trifft sie genau.
Beispiele:
- Van Tast erlebt den 30. Januar 1933, den Tag der Machtergreifung, und sieht vom Fenster aus den Fackelzug. Er hört die Menschen rufen „Deutschland erwache“ und stellt lakonisch fest, dazu sei es nun zu spät, Adolf Hitler sei schon an der Macht.
- Die Hausmeisterin stört sich an Jakobs Flötenspiel, worauf er in dem Moment, als sie sich beschweren will, zum Horst-Wessel-Lied wechselt – dagegen kann sie sich schließlich nicht beschweren.
- Er soll in der Wehrmacht befördert werden und betont bei der ärztlichen Untersuchung, wie ausgesprochen diensttauglich er ist – mit dem Ergebnis, dass er vom in seiner Ehre getroffenen Militärarzt für untauglich für weiteren Frontdienst befunden wird (hier hat Spoerl offenbar eine Anleihe bei der Musterungsszene aus den Bekenntnissen des Hochstaplers Felix Krull genommen, falls es ihm nicht selbst so widerfahren ist).

## Stil
Spoerl nimmt in diesem autobiographischen Roman bereits kurz nach Kriegsende das Verhalten seiner Mitmenschen im Dritten Reich aufs Korn. Damit spricht er Dinge an, über die viele seiner Zeitgenossen zu diesem Zeitpunkt nicht diskutieren wollten. Er zeichnet mit dem Individualisten Jakob van Tast einen Menschen, der seine „private Insel“ in einer gleichgeschalteten Gesellschaft verteidigt. Dabei ist er kein Widerständler, sondern eher Sand im Getriebe.
Inwieweit Spoerl dabei seine eigene Biographie eingearbeitet hat, muss offenbleiben. Fest steht jedoch, dass wesentliche Punkte seines Lebenslaufs mit dem Jakobs in dem Buch übereinstimmen:
- Wohnort: Spoerl wächst in Düsseldorf auf, Jakob ebenso.
- 1923: Spoerl ist sechs Jahre alt, Jakob erlebt im ersten Schuljahr die Inflation.
- 1933: Spoerls Vater veröffentlicht sein Buch Die Feuerzangenbowle, Jakob muss seinem Vater Erlebnisse aus der Schule berichten, die er in einem Buch verarbeitet, das von der Schule handelt.
- Studium und Beruf: Spoerl war Maschinenbauingenieur und zeitweise Dolmetscher, Jakob studiert Maschinenbau und dolmetscht für die Besatzungstruppen.
- Ehefrau: Spoerls Frau hieß Margot, Jakobs hieß Margret.
- Rauchen: Spoerl rauchte Pfeife, ebenso Jakob.

Das Buch ist ein humoristisches Werk mit ernsten Anklängen. Während der trockene Humor und der virtuose Umgang mit den Untiefen und Doppeldeutigkeiten der Sprache den Leser meistens schmunzeln und zuweilen lauthals lachen lassen, bleibt viel von dem Leid, das im Dritten Reich passierte, nur angedeutet. Es schimmert sozusagen im ganzen Buch durch, ohne jedoch den Leser im Unklaren zu lassen, dass dies nicht verdrängt werden darf.
Spoerl hat das Buch Libertas Schulze-Boysen gewidmet, die er aus seiner Berliner Zeit und seinen damaligen Kontakten zur Roten Kapelle kannte.

## Verfilmung
1974 entstand unter der Regie von Werner Jacobs der Film Auch ich war nur ein mittelmäßiger Schüler nach Motiven des Romans.

## Ausgaben
- Memoiren eines mittelmäßigen Schülers. R. Piper & Co, München.